# Mistrzostwa Europy w Biegach Przełajowych 2008

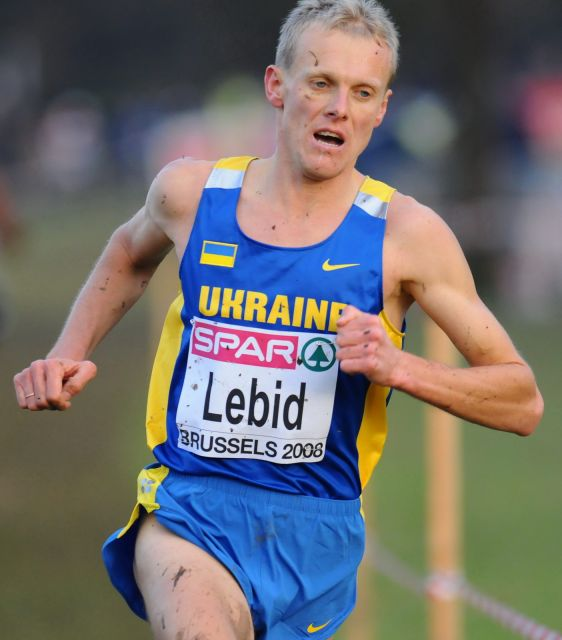
Serhij Łebid – najszybszy w gronie seniorów.

15. Mistrzostwa Europy w Biegach Przełajowych – zawody lekkoatletyczne, które odbyły się w dniu 14 grudnia 2008 roku w mieście Bruksela w Belgii.

## Rezultaty

### Mężczyźni

#### Indywidualnie
| Medal  | Zawodnik                        | Rezultat |
| Złoto  | Serhij Łebid · Ukraina          | 30:49    |
| Srebro | Mohamed Farah · Wielka Brytania | 30:57    |
| Brąz   | Mustafa Mohamed · Szwecja       | 31:13    |

#### Drużynowo
| Medal  | Zawodnik                                                                                                 | Rezultat |
| Złoto  | Hiszpania · Ayad Lamdassem (4.) · Alemayehu Bezabeh (7.) · Sergio Sánchez (13.) · Javier Guerra (15.) ·  | 39 pkt.  |
| Srebro | Francja · Bouabdellah Tahri (6.) · Mokhtar Benhari (11.) · Driss El Himer (14.) · James Theuri (18.) ·   | 49 pkt.  |
| Brąz   | Wielka Brytania · Mohamed Farah (2.) · Frank Tickner (10.) · Michael Skinner (20.) · Lee Merrien (22.) · | 54 pkt.  |

### Juniorzy

#### Indywidualnie
| Medal  | Zawodnik                        | Rezultat |
| Złoto  | Florian Carvalho · Francja      | 18:42    |
| Srebro | Sondre Nordstad Moen · Norwegia | 18:47    |
| Brąz   | Hassan Chahdi · Francja         | 18:49    |

#### Drużynowo
| Medal  | Zawodnik | Rezultat |
| Złoto  | Francja · Florian Carvalho (1.) · Hassan Chahdi (3.) · Simon Denissel (21.) · Colin Guillard (25.) ·          | 50 pkt.  |
| Srebro | Norwegia · Sondre Nordstad Moen (2.) · Sindre Buraas (10.) · Lars Erik Malde (16.) · Henrik Ingebritsen (23.) | 51 pkt.  |
| Brąz   | Wielka Brytania · David Forrester (5.) · Ross Murray (14.) · Mitch Goose (15.) · Philip Berntsen (18.) ·      | 52 pkt.  |

### Kategoria U-23

#### Indywidualnie
| Medal  | Zawodnik                      | Rezultat |
| Złoto  | Andrea Lalli · Włochy         | 24:56    |
| Srebro | Andy Vernon · Wielka Brytania | 25:04    |
| Brąz   | Selim Bayrak · Turcja         | 25:17    |

#### Drużynowo
| Medal  | Zawodnik                                                                                                | Rezultat |
| Złoto  | Wielka Brytania · Andy Vernon (2.) · Ben Lindsay (4.) · John Beattie (6.) · Keith Gerrard (7.) ·        | 19 pkt.  |
| Srebro | Włochy · Andrea Lalli (1.) · Martin Dematteis (9.) · Bernard Dematteis (15.) · Simone Gariboldi (17.) · | 42 pkt.  |
| Brąz   | Francja · Benjamin Malaty (5.) · Mourad Amdouni (8.) · Denis Mayaud (18.) · Pierrot Pantel (31.) ·      | 62 pkt.  |

### Kobiety

#### Indywidualnie
| Medal  | Zawodnik                     | Rezultat |
| Złoto  | Hilda Kibet · Holandia       | 27:45    |
| Srebro | Jéssica Augusto · Portugalia | 27:54    |
| Brąz   | Inês Monteiro · Portugalia   | 28:02    |

#### Drużynowo
| Medal  | Zawodnik                                                                                                   | Rezultat |
| Złoto  | Portugalia · Jessica Augusto (2.) · Ines Monteiro (3.) · Analia Rosa (7.) · Dulce Felix (17.) ·            | 29 pkt.  |
| Srebro | Wielka Brytania · Hattie Dean (8.) · Louise Damen 99.) · Laura Kenney (13.) · Hayley Yelling (19.) ·       | 49 pkt.  |
| Brąz   | Francja · Sophie Duarte (15.) · Christelle Daunay (18.) · Christine Bardelle (20.) · Maria Martins (25.) · | 78 pkt.  |

### Juniorki

#### Indywidualnie
| Medal  | Zawodnik                           | Rezultat |
| Złoto  | Stephanie Twell · Wielka Brytania  | 13:28    |
| Srebro | Charlotte Purdue · Wielka Brytania | 13:39    |
| Brąz   | Lauren Howarth · Wielka Brytania   | 13:55    |

#### Drużynowo
| Medal  | Zawodnik        | Rezultat |
| Złoto  | Wielka Brytania | 10 pkt.  |
| Srebro | Ukraina         | 58 pkt.  |
| Brąz   | Rosja           | 62 pkt.  |

### Kategoria U-23

#### Indywidualnie
| Medal  | Zawodnik                         | Rezultat |
| Złoto  | Susan Kuijken · Holandia         | 21:02    |
| Srebro | Sarah Tunstall · Wielka Brytania | 21:10    |
| Brąz   | Julija Zarudniewa · Rosja        | 21:24    |

#### Drużynowo
| Medal  | Zawodnik        | Rezultat |
| Złoto  | Wielka Brytania | 24 pkt.  |
| Srebro | Rosja           | 44 pkt.  |
| Brąz   | Niemcy          | 57 pkt.  |